# IC 462
IC 462 је двојна звијезда у сазвјежђу Рис која се налази на листи објеката дубоког неба у Индекс каталогу.
Деклинација објекта је + 50° 10' 52" а ректасцензија 7h 10m 55,7s. IC 462 је још познат и под ознакама * + gxy?.